# Стадник Сергій Анатолійович
Сергі́й Анато́лійович Ста́дник (9 серпня 1980, Херсон — 13 серпня 2014, Успенка) — український військовик, старший прапорщик МВС України, учасник російсько-української війни.

## З життєпису
Народився 1980 року в місті Херсон. Закінчив херсонську школу № 56. Наприкінці 1990-х років призваний на строкову службу до лав внутрішніх військ МВС України. Служив у 16-му окремому батальйоні Південного територіального командування внутрішніх військ (військова частина 3056, місто Херсон); залишився контрактником. 2002 року закінчив Золочівську школу прапорщиків навчального центру внутрішніх військ МВС. З родиною проживав у Таврійському мікрорайоні Херсона.
Старшина патрульної роти на автомобілях військової частини Національної гвардії України. З липня 2014-го брав участь у боях на сході України.
13 серпня 2014 року терористи розпочали мінометний обстріл блокпоста поблизу Успенки, Стадник з товаришами перебували в укритті. Саме туди влучила міна, старший прапорщик своїм тілом затулив від вибуху побратимів, при цьому зазнав травм, несумісних з життям.
Вдома залишилися дружина та донька.
Похований у Комишанах 16 серпня 2014 року. Останню шану зібралися віддати понад тисяча людей.

## Нагороди й вшанування
- 1 вересня 2014 року в навчально-виховному комплексі — школі № 56 Херсона відкрито меморіальну дошку пам'яті Сергія Стадника.
- 8 вересня 2014 року — за особисту мужність і героїзм, виявлені у захисті державного суверенітету та територіальної цілісності України, вірність військовій присязі під час російсько-української війни, відзначений — нагороджений орденом «За мужність» III ступеня (посмертно).
- Вшановується 13 серпня на щоденному ранковому церемоніалі вшанування українських захисників, які загинули цього дня в різні роки внаслідок російської збройної агресії[2].
- Його портрет розміщений на меморіалі «Стіна пам'яті полеглих за Україну» в Києві: секція 2, ряд 5, місце 28.
- 2017 року в Херсоні відкрито пам'ятник героям, загиблим у зоні АТО (серед них є ім'я Сергія Стадника). Відкрили меморіал біля в.ч. № 3056[3]